# ロカス・グスティース
ロカス・グスティース（Rokas Gustys、1994年8月22日 - ）は、リトアニア出身のプロバスケットボール選手。英語の発音に従いローカス・ガスティスとも表記される。B3リーグ・立川ダイス所属。

## 経歴
リトアニア第2の都市カウナスに生まれる。2012年夏、アメリカ合衆国に移り、バージニア州オークヒルアカデミーでバスケットボールをプレイした。2014年から2018年までホフストラ大学に在学。
バレンシア・バロンセストと1年契約を結び、プロデビューを果たす。2019年、リトアニアに帰国し、リトアニア・バスケットボール・リーグ（LKL）のBCシャウレイと契約。2020年3月8日のBCネプトゥーナス戦で、LKL最高記録となる1試合中のオフェンスリバウンド（13）を記録した。2020年、BCリータスと契約。
2023年にスペイン・リーガACBのCBグラナダと1カ月の契約を結んだのち、10月30日に英国ブリティッシュ・バスケットボール・リーグのロンドン・ライオンズと契約。2023年11月28日、ライオンズを退団した。
2023年12月21日にB3リーグの湘南ユナイテッドBCと契約した。シーズン後半30試合を全てスターター出場、1試合平均13.1リバウンドをあげた。
2023-24シーズン終了後、湘南を退団し、B3の東京ユナイテッドバスケットボールクラブへ移籍。
2025年6月27日、立川ダイスへの移籍が発表された。

## 個人成績
| シーズン   | チーム | GP | GS | MPG   | FG%   | 3P%   | FT%   | RPG  | APG | SPG | BPG | TO  | PPG  |
| ---------- | ------ | -- | -- | ----- | ----- | ----- | ----- | ---- | --- | --- | --- | --- | ---- |
| B3 2023-24 | 湘南   | 30 | 30 | 29:43 | 62.8% | 0.0%  | 64.8% | 13.1 | 3.9 | 1.3 | 0.9 | 2.7 | 16.1 |
| B3 2024-25 | 東京U  | 43 | 41 | 23:23 | 60.6% | 40.0% | 61.2% | 10.3 | 2.1 | 1.0 | 0.3 | 1.8 | 13.0 |